# Piaristická kolej (Rychnov nad Kněžnou)

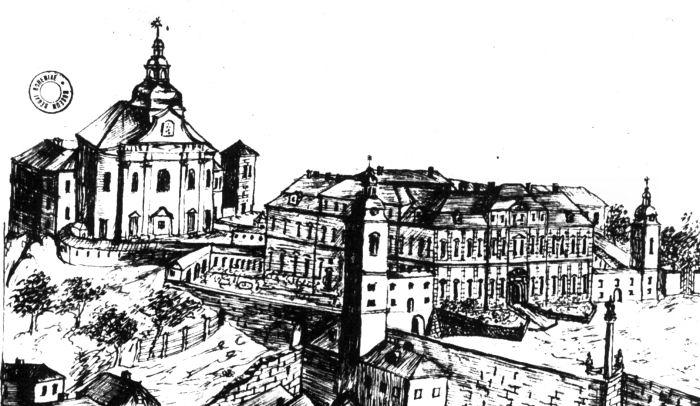
Rychnov nad Kněžnou, veduta z konce 18. století

Piaristická kolej v Rychnově nad Kněžnou je bývalá církevní škola řádu piaristů, kterou nechal vybudovat Norbert Leopold Libštejnský z Kolovrat počátkem 18. století. Torzo původní stavby je chráněné jako kulturní památka. 

## Historie
Stavební činnost v Rychnově nad Kněžnou byla historicky spjata s rodem Kolowratů Libštejnských. Nejdůležitějším stavebníkem na kolowratském panství v období baroka byl Norbert Leopold Libštejnský (1655-1716), který od roku 1688 jako diplomat procestoval např. Mnichov, Paříž či Madrid, a po roce 1697 se začal intenzívně zabývat zvelebením rodinných panství. V Rychnově nejprve přestavěl zámek (kolem 1700), následně nechal upravit průčelí kostela Nejsvětější Trojice.
Zřizovací listinou ze dne 29. března 1714 uvedl do města řád piaristů a 4. srpna téhož roku položil základní kámen k výstavbě jejich koleje a gymnázia při tomto kostele. Norbert Leopold přivedl téhož roku první řeholníky a ubytoval je v zámku. Školní výuka byla zahájena roku 1719. Dostavba koleje se po Norbertově smrti protáhla na pět let. Poslední etapa výstavby spadá do let 1720-23, kdy byla kolej plně vybavena. 
Při tereziánských školských reformách v roce 1777 bylo gymnázium přeměněno na hlavní městskou školu. Piaristé začali odcházet, takže do roku 1794 nezůstal ani jeden z nich.
V roce 1798 byla kolej po zásahu bleskem poškozena požárem. Po rekonstrukci budovy bylo gymnázium roku 1812 obnoveno, především zásluhou Františka Josefa Libštejnského z Kolowrat. Následující dvě částečné přestavby z let 1877 a 1893 již financoval stát. Definitivní konec znamenal pro stavbu rozsáhlý požár ze 6. dubna 1918, po kterém byla silně staticky narušená stavba stržena a na jejím místě zřízen park s pomníkem piaristy F. M. Pelcla. Do dnešních dnů se dochoval pouhý zlomek stavby navazující na presbytář kostela.

## Rychnov nad Kněžnou a Santini
Zpočátku hrabě Norbert Leopold zaměstnával méně progresivní architekty z okruhu Pavla Ignáce Bayera či M. Rossiho),. Kolem roku 1702 nastal obrat, když angažoval architekta mimořádných výtvarných kvalit, jímž byl Jan Santini Aichl. Pro Kolowraty realizoval např. stavbu zvonice v Brně-Slatině[rozpor] nebo úpravy kláštera v Dolním Ročově, včetně novostavby kaple Čtrnácti sv. pomocníků). Ze slohové analýzy architektury vyplývá, že i před tímto datem pracoval v Rychnově nad Kněžnou, nejprve na úpravě zámku, následně přistavěl průčelí kostela Nejsvětější Trojice a celý areál propojil v celek. Po dokončení kostela byl dne 4. 8. 1714 položen základní kámen pro stavbu piaristické koleje.

## Popis stavby

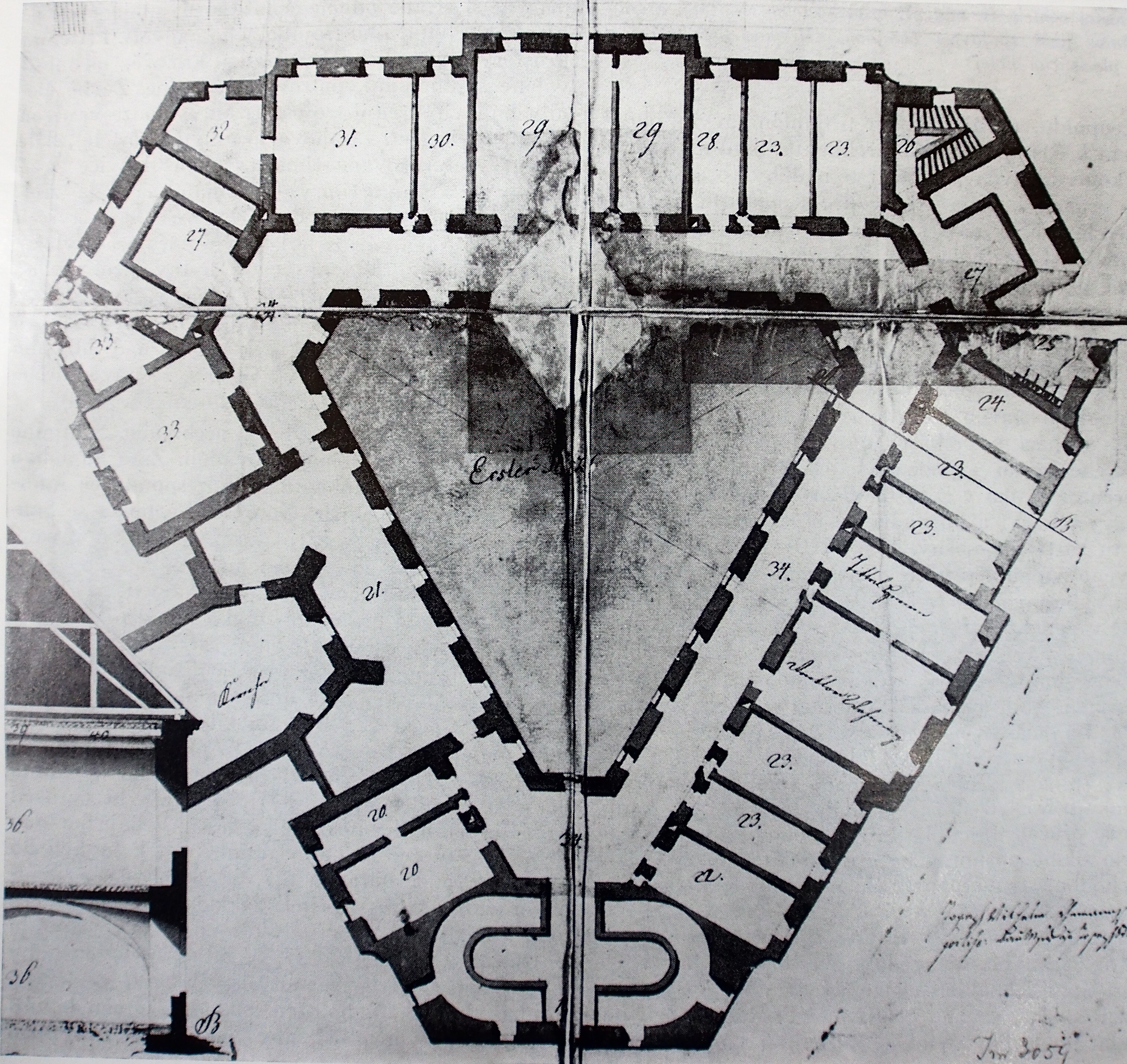
půdorys piaristické koleje

Stavba se v úplnosti nezachovala. Přesný obrázek o ní podává zaměřovací nárys J. W. Ehemanna z roku 1795, a dále perokresba S. Vydry z konce 18. století, zachycující podobu celého zámeckého areálu. 
Santini v koncepci půdorysu užil motiv rovnoramenného trojúhelníka jako symbolu Nejsvětější Trojice. Na osách severní a jižní strany vystupovaly trojosé rizality, západní strana přiléhala k presbytáři kostela. Strany měly okosené vrcholy a na krajích konkávně projmuté jednoosé ústupky. Celá křídla byla jedenáctiosá. Hlavní portál byl v jižní ose a navazoval na vstupní halu s eliptickým dvojramenným schodištěm. Další dvojice schodišť se nacházela analogicky ve dvou zbývajících osách (ta však byla pravoúhlá). Nádvoří propojovala klenutá trojúhelná chodba. Dvoutraktové budova měla koutová pole vnitřní chodby na šestiúhelném půdorysu, typickém pro Santiniho tvorbu. Celá stavba byla dvoupatrová se suterénem, který na severozápadě vystupoval ve svahu nad terén. Jediná dochovaná část přiléhá k presbytáři kostela, se kterým je v rámci zámeckého areálu chráněna jako kulturní památka České republiky.